# Kostel Saint-Étienne-du-Mont
Kostel Saint-Étienne-du-Mont (neboli svatého Štěpána na kopci) je římskokatolický farní kostel v Paříži v 5. obvodu na vrcholku kopce Sainte-Geneviève. Leží v sousedství Pantheonu a Lycea Jindřicha IV. Jsou zde pohřbeni např. Blaise Pascal a Jean Racine. A dále se tu nachází i relikviář, ve kterém byly do roku 1793 uchovávány ostatky sv. Jenovéfy, patronky Paříže. Kostel je známý svým lektoriem z roku 1545, které je jediné dochované v Paříži, a nejstarší varhanní skříní (1631) ve městě. Stavba je od roku 1862 chráněná jako historická památka.

## Historie
Kostel Saint-Étienne-du-Mont se nachází v prostoru bývalého kláštera sv. Jenovéfy, kde byla světice v 6. století pohřbena. V roce 1222 papež Honorius III. povolil založení samostatného kostela zasvěceného sv. Štěpánovi, tedy stejnému světci jako bývalá pařížská katedrála, která se nacházela na místě současné katedrály Notre-Dame. Kostel vznikl severně od kaple, v jejíž kryptě byla pohřbena sv. Jenovéfa.
Nový kostel začal sloužit jako farní pro zvyšující se populaci ve vznikající Latinské čtvrti, kde byla založena Sorbonna a další koleje Pařížské univerzity. Kostel byl rozšířen v roce 1328, ale v 15. století proběhla jeho opětovná kompletní rekonstrukce.

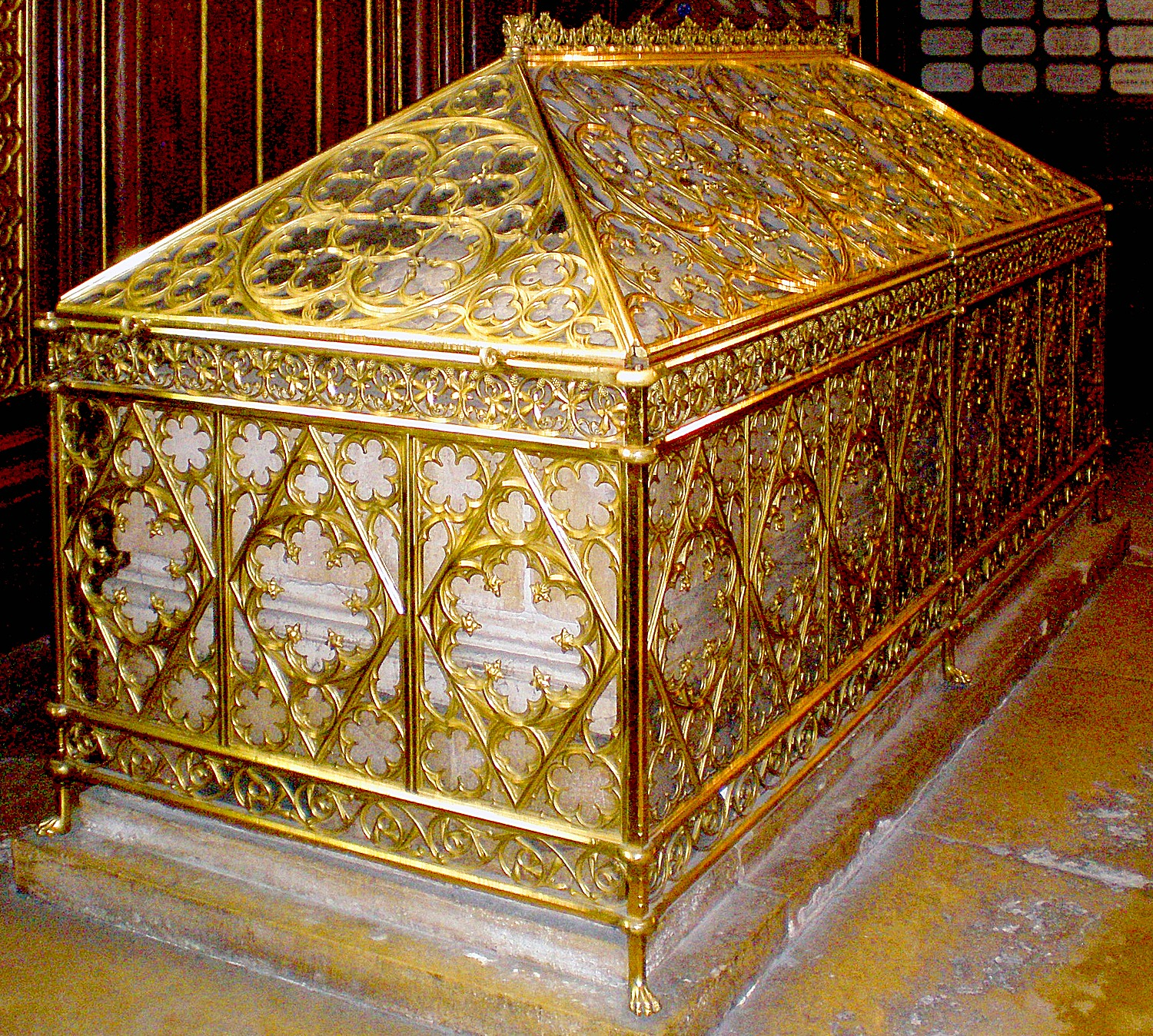
Relikviář sv. Jenovéfy

V roce 1492 mniši věnovali pozemek na stavbu nového kostela. Stavba probíhala v několika etapách, díky čemuž získal kostel svůj současný vzhled. Stavbu prováděl architekt Étienne Viguier. V roce 1494 začala stavba apsidy a zvonice, první zvony byly zhotoveny roku 1500. Chór v pozdněgotickém slohu byl dokončen roku 1537. V letech 1530-1535 bylo vybudováno lektorium. Roku 1541 vysvětil Guy, biskup z Mégare, oltáře v kaplích apsidy. Téhož roku byly pořízeny vitráže a sochy. Loď v renesančním slohu byla zaklenutá před rokem 1584. Základní kámen průčelí položila v roce 1610 královna Margot, která věnovala na stavbu kostela osobní dar 3000 liber.
Kostel vysvětil 25. února 1626 první pařížský arcibiskup Jean-François de Gondi. I přesto stavba pokračovala. V roce 1636 byly instalovány velké varhany (autor Pierre Pescheur), jejich varhanní skříň pochází z roku 1630 (autor Jean Buron). V roce 1651 byla v kostele zřízena nová kazatelna.
V 17. a 18. století získal kostel Saint-Étienne-du-Mont vysokou prestiž, když z něj byla vypravována procesí s relikviářem sv. Jenovéfy do katedrály Notre-Dame a zpět. V roce 1711 byly do kostela přeneseny ostatky Jeana Racina z kláštera Port-Royal. Velké varhany byly v roce 1760 byly těžce poškozeny požárem a v roce 1777 obnoveny. V roce 1863 a 1873 je restauroval Aristide Cavaillé-Coll. Menší chórové varhany pocházejí z roku 1902.
Za Velké francouzské revoluce byl kostel uzavřen a později přeměněn na Chrám synovské úcty. V roce 1801 kostel opět začal sloužit katolickým bohoslužbám po uzavření konkordátu. Během Druhého císařství byl kostel restaurován a na fasádu se vrátily sochy zničené revolucionáři. Při té příležitosti byla vybudována kaple katechismu.
Dne 10. ledna 1805 zde sloužil mši papež Pius VII. Dne 3. ledna 1857 byl v kostele zavražděn pařížský arcibiskup Marie Dominique Auguste Sibour knězem Jeanem Louisem Vergerem nesouhlasícím s dogmatem o neposkvrněném početí. Pamětní deska u vchodu do lodi upomíná na místo, kde k tragédii došlo. Okultista Eliphas Lévi byl nepřímo angažován v tomto atentátu, o kterém se zmiňuje v jedné ze svých knih.
Dne 23. srpna 1997 zde papež Jan Pavel II. celebroval mši během své návštěvy Paříže u příležitosti Světových dnů mládeže.

## Architektura

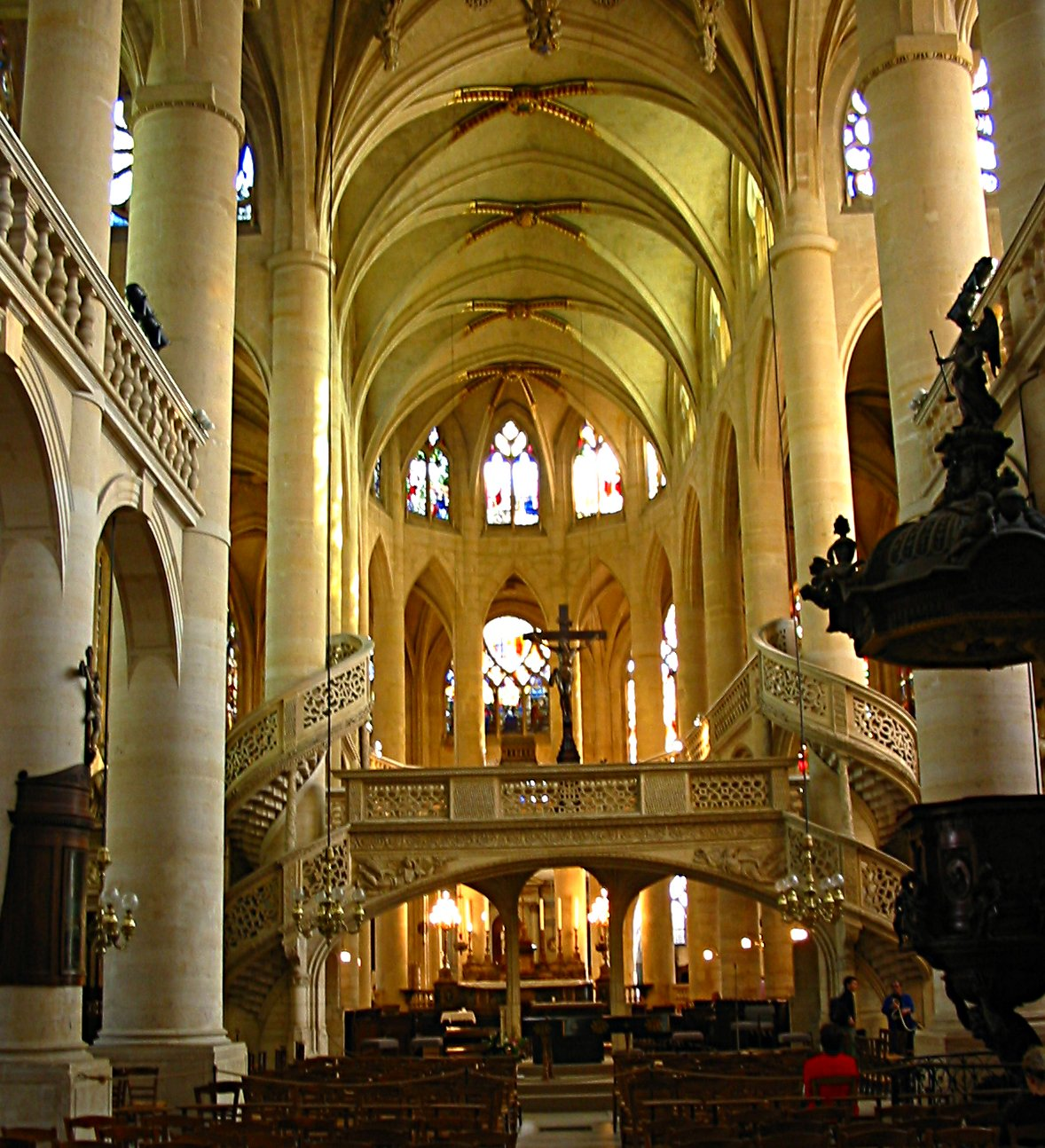
Lektorium mezi lodí a chórem

Renesanční fasáda z let 1610-1622 znamenala ukončení stavebních prací na kostele. V úrovni ulice připomíná řecký chrám se čtyřmi korintskými sloupy. Reliéf v tympanonu zobrazuje umučení sv. Štěpána, kterému anděl podává mučednický palmový list, zatímco vpravo sedící velekněz dává souhlas s jeho ukamenováním. Ve frontonu je zobrazen vítězící Kristus. Kamenné sochy sv. Jenovéfy a sv. Štěpána po stranách rozety jsou kopiemi originálů zničených během Francouzské revoluce. Střední část fasády má římský styl a ukazuje Zvěstování Panny Marie a nad rozetou znak Jindřicha IV. Špičaté zakončení průčelí připomíná malou pyramidu a symbolicky směřuje k nebesům. Jednoznačnou asymetrii na fasádě vytváří malá věžička na levé straně, která nemá protějšek na opačné straně. Označovala hranici mezi jurisdikcí kláštera sv. Jenovéfy a pařížskou diecézí. Výrazně vysoká zvonice byla postavena na přání obyvatel, neboť zvuk zvonů z nízkých zvonic vytvářel v úzkých uličkách značný hluk.
Kostel je známý především díky svým prvkům v interiéru, ke kterým patří lektorium z bílého mramoru (1545), kazatelna (1751) a varhanní skříň (1631). Barokní kazatelna má schody zdobené výjevy ze života sv. Jeronýma. Kolem samotné kazatelny jsou alegorie čtyř kardinálních ctností (např. Statečnost žena s palicí, Mírnost – žena se džbánem na vodu) a tří teologálních ctností (např. Láska – matka s dětmi, Naděje – žena s kotvou). Kazatelna je podpírána Samsonem držícím v pravici srp.
Lektorium zdejšího kostela je jediné v celé Paříži a jedno z mála, které nebylo ve Francii odstraněno při změnách v pojetí liturgie. Pravděpodobně byla z liturgických důvodů odstraněna jen zadní stěna lektoria, ale jinak si farníci přáli jeho zachování. Má gotickou stavbu s renesanční výzdobou. Nástroje Kristova utrpení, které drželi andělé v oblouku, byly za Francouzské revoluce nahrazeny vítěznou palmou a věncem. Protože také toto jsou křesťanské symboly, byly zde ponechány i po Revoluci.
V kostele je uložen též relikviář sv. Jenovéfy. Moderní sarkofág z 19. století upomíná na středověké relikviáře a obsahuje též zachovanou část původního sarkofágu sv. Jenovéfy. Vitráže kolem rakve sv. Jenovéfy zobrazují na jedné straně procesí s ostatky světice a na druhé straně hlavní výjevy z jejího života (misionářství, povolání, vysvěcení, sen, stravování chudých, ochrana před Huny, přijetí za řádovou sestru, smrt).
Francouzský spisovatel Joris Karl Huysmans označil kostel ve svém díle En route (1895) jako nejkrásnější kostel ve Francii.

## Fotogalerie

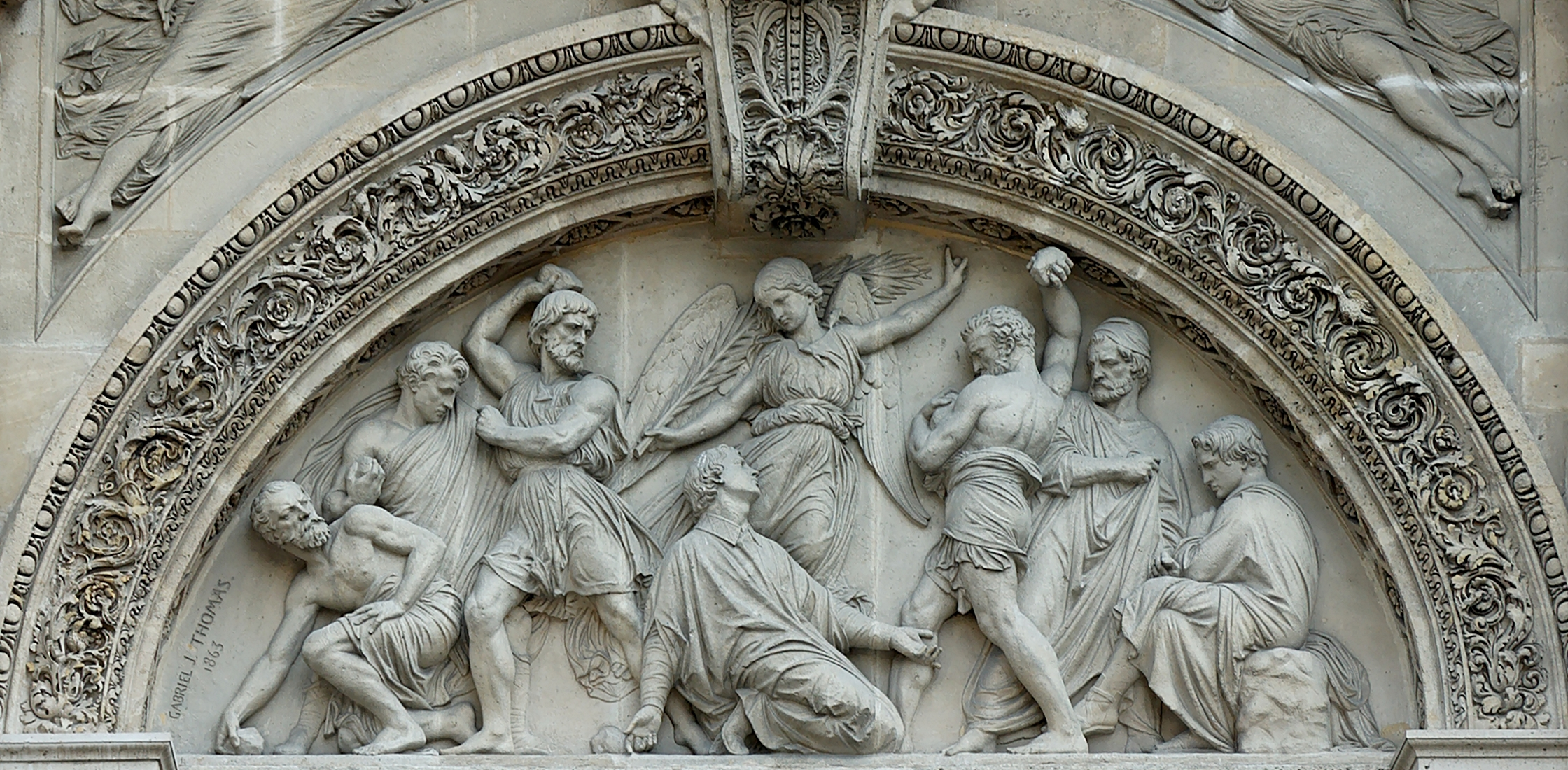
Reliéf ukamenování sv. Štěpána v tympanonu
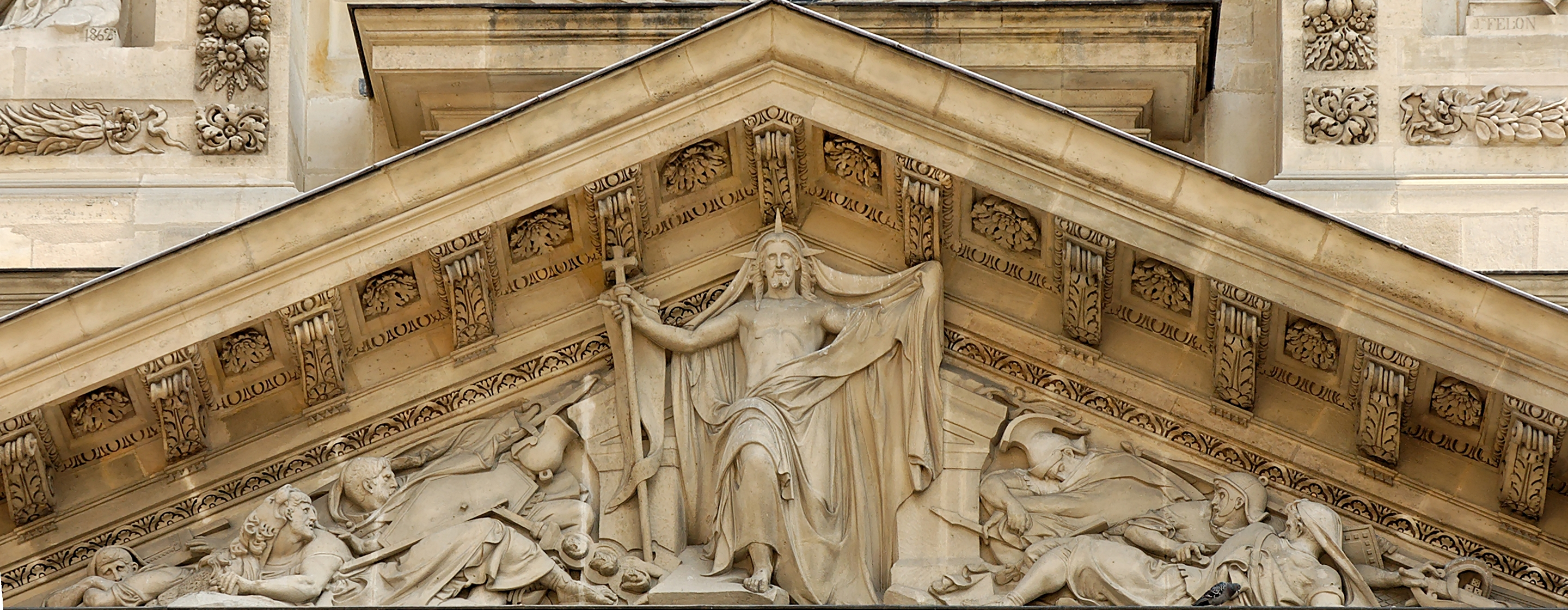
Reliéf vítězícího Krista ve frontonu
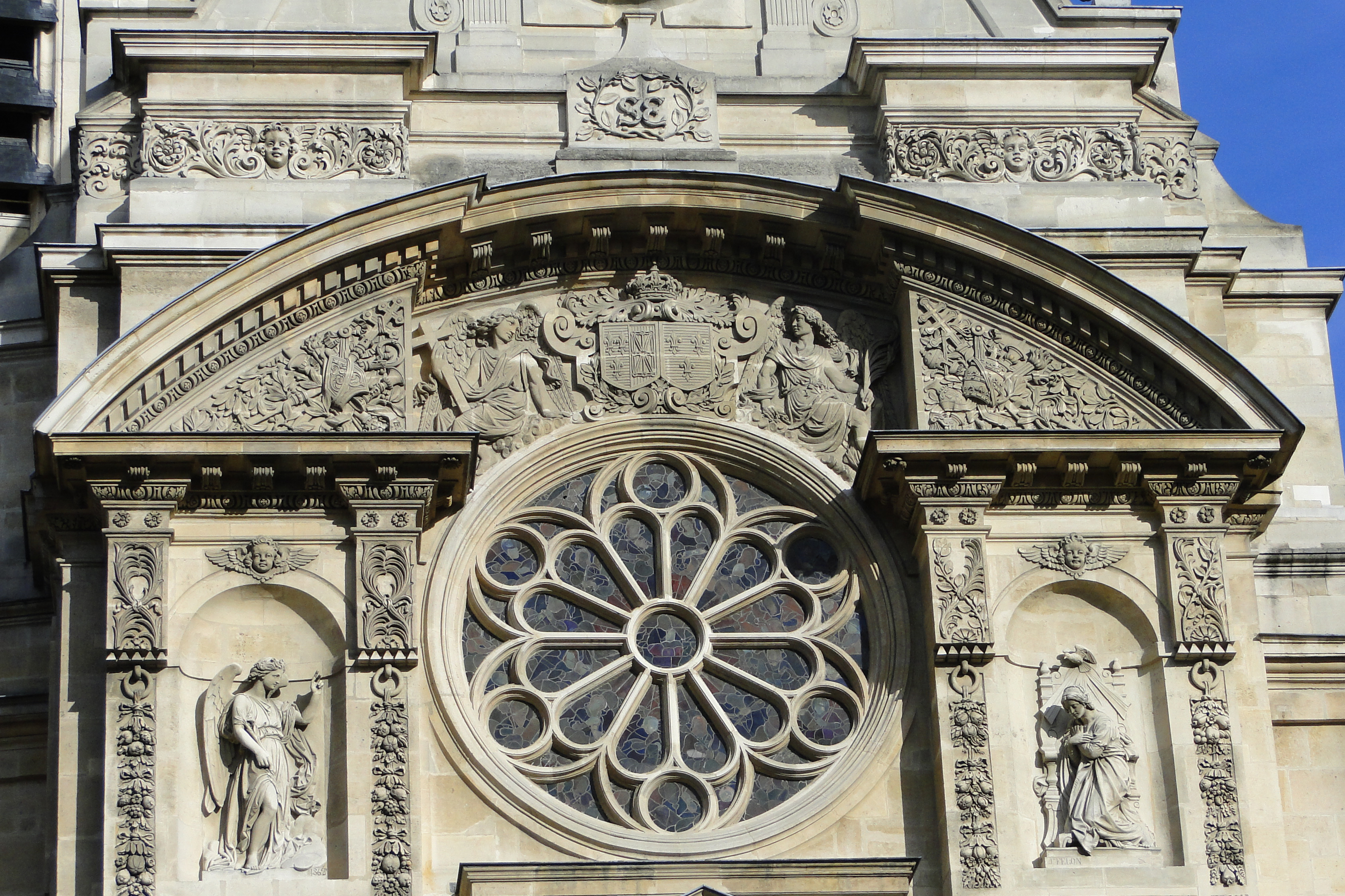
Detail fasády s rozetou
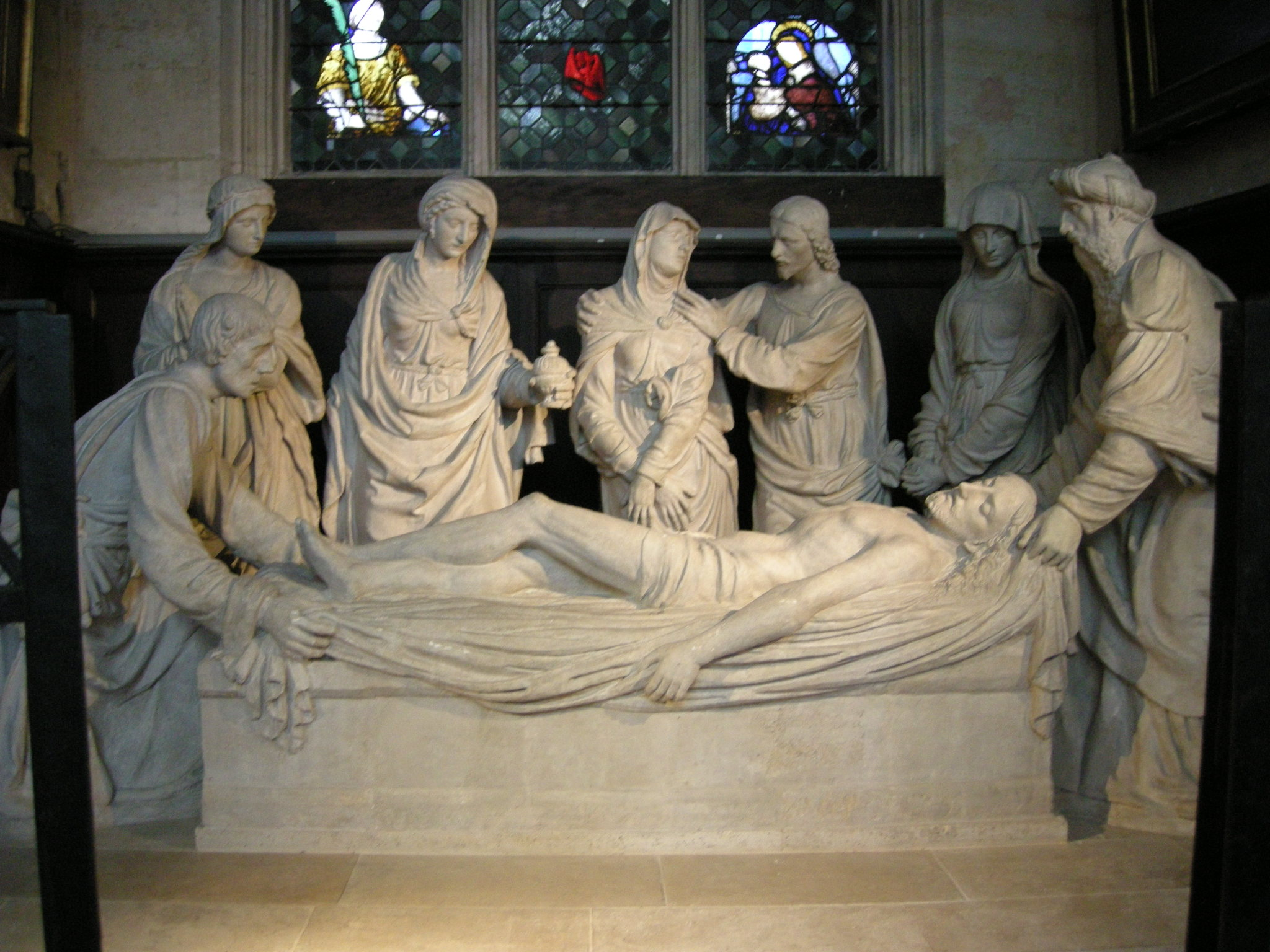
Sousoší Ukládání do hrobu přenesené z kostela Saint-Benoît